# Baszkirski Państwowy Uniwersytet Medyczny
Baszkirski Państwowy Uniwersytet Medyczny (baszk. Башҡорт дәүләт медицина университеты, ros. Башкирский государственный медицинский университет) – baszkirska publiczna uczelnia wyższa, zlokalizowana w Ufie.
Uczelnia została założona w 1932 roku jako Baszkirski Instytut Medyczny (Башкирский медицинский институт). Początkowo obejmował tylko jeden wydział – Wydział Medycyny Ogólnej. W 1961  roku utworzono Wydział Pediatrii, w 1970 – Wydział Medycyny Profilaktycznej (potem przemianowany na Wydział Medycyny Profilaktycznej i Mikrobiologii), w 1976 Wydział Stomatologii, a w  1981 Wydział Farmacji.
W skład uczelni wchodzą następujące jednostki administracyjne:
- Wydział Medycyny Ogólnej
- Wydział Medycyny Profilaktycznej
- Wydział Pielęgniarstwa
- Wydział Pediatrii
- Wydział Farmacji
- Wydział Stomatologii.